# Sukawening (Dramaga)
Sukawening is een bestuurslaag in het regentschap Bogor van de provincie West-Java, Indonesië. Sukawening telt 7514 inwoners (volkstelling 2010).